# ジープ・チェロキー
チェロキー（Cherokee）は、ジープ（カイザー・ジープ）を買収した当時のアメリカン・モーターズ (AMC) が、ワゴニアのスポーティー版として1974年に発表した2ドアモデルに与えた名称。
その後AMCはクライスラーに買収され、クライスラーはダイムラー・ベンツと合併するなど変転が激しいため、生産年数の長いモデルでは、同じ型でもブランド名が異なる場合がある。Jeep信仰者の間でチェロキーといえば初代のSJを指し、日本では販売台数の多いXJを指すことが多い。
4代目まではすべてが4輪駆動方式のスポーツ・ユーティリティ・ビークル（SUV）であったが、フィアット傘下となって以降に登場した5代目では4輪駆動のほか、前輪駆動も登場している。

## 5代目 KL（2013年- ）
従来のヘビーデューティーなイメージから一転、FFのダッジ・ダートをベースとしたクロスオーバーSUVとなった。アメリカではリバティの後継ではなく、新規車種として登場しており、これを機に「チェロキー」の名が復活した。
駆動方式は仕向地によりFFのほか4WDも用意され、フィアット製直4・SOHC16バルブ・2.4 L「マルチエア2 タイガーシャーク」と直4・SOHC16バルブ・2.0 L（のちに2.2 Lに拡大）ターボディーゼル「マルチジェット」、もしくはクライスラー製V6・DOHC24バルブ・3.2 L「ペンタスター」は新開発のZF製9速ATと組み合わされる。
北米仕様は「Sport」「Latitude」「Trailhawk」「Limited」の4グレードから構成され、FFもしくは4WDが設定されるが、「Trailhawk」のみ4WDとなる。
2014年5月17日より、日本市場でも発売を開始した。当初、全車右ハンドルのみの設定で、グレードは直4・2.4 L・FFが北米仕様の「Latitude」に相当する「Longitude（ロンジチュード）」、V6・3.2 L・4WDが「Trailhawk」と「Limited」の計3種だったが、2015年4月に「Longitude 4x4」が追加されたため（従来の「Longitude」は「Longitude 4x2」に改称）、計4種となった。しかしその後、2.4 Lエンジンモデルが消滅したため、「Trailhawk」と「Limited」のみとなっていた。尚、本国にある「Sport」は設定されない。
当代を特徴づけるフロントマスクは、ジープブランド伝統の「7スロットグリル」を採り入れながらも近未来的な要素を盛り込んだ。フロントの灯火類は3段で構成されるが、ターンシグナルとLEDデイタイムランニングライトが最上段に、ヘッドライトは中段の台形部分、そしてフォグランプは最下段に収まる。また、ホイールオープニングもジープブランドの伝統に従って丸型ではなく、台形を採用している。
快適装備や安全装備については、前席SRSエアバッグのみならず、サイドエアバッグ、カーテンエアバッグ、ニーエアバッグまで装備し、キーレスEnter'N GOシステム、Lane Sense車線逸脱警報、Park Sense縦列・並列パークアシスト、レインサポートブレーキ、アダプティブ・クルーズ・コントロール、クラッシュミティゲーション付前面衝突警報などグランドチェロキーに肉迫する先進アイテムが数々採用されている（一部、Jeepブランド初）。
4WDシステムはLimitedに「アクティブドライブII」、Trailhawkにより本格的な「アクティブドライブロック」を採用し、グランドチェロキー譲りのセレクターレバー横のボタンひとつで5つのモードから選択可能な「セレクテレインシステム」を採用した。
「Trailhawk」は、オーバーフェンダーの装着で全幅を1.905 ㎜（＝他グレード比+45 ㎜）に、ルーフレールの装着で全高を1.740 ㎜（＝他グレード比+40 ㎜）とした上で、オフロード走行時に1 - 8 km/hの範囲で車両姿勢の総合制御を行う「セレクスピードコントロール」を追加したグレードで、卓越したオフロード性能を示す「Trail Rated」のバッジが付く。
2018年には大掛かりなマイナーチェンジを敢行。グランドチェロキーを彷彿とさせる精悍なフロントマスクに刷新するとともにリヤゲートの形状を変更するとともにナンバープレートの位置をやや上方へと変更。また、JL型ラングラーにも搭載される新開発の2.0L・直4ツインスクロール式ターボエンジンを投入。これにより、本国においてはエンジンが3種となった。Apple CarPlay/Android Autoに対応した第4世代Uconnectシステムを搭載し、リヤバンパー下に足をかざすだけで開く「ハンズフリーパワーリフトゲート」、前面衝突警報をジープブランドで初めて採用。ヘッドライト/フォグランプ/リヤコンビネーションレンズのすべてにLEDを採用した。
日本においては、2018年10月20日にマイナーチェンジモデルを発表・発売を開始。V6・DOHC24バルブ・3.2L「ペンタスター」がラインナップから消え、その代替としてクライスラー製直4・DOHC16バルブ・2.0Lツインスクロールターボが追加されると同時に、廉価モデル用に直4・SOHC16バルブ・2.4L「マルチエア2 タイガーシャーク」が復活。グレードは「Longitude」（2.4L）、「Limited」「Trailhawk」（2.0Lターボ）の3種で、全車4WDのみである。10月20日の発表時には「Longitude LAUNCH EDITION」（限定200台）と「Limited」を先行販売し、残2グレードに関しては2019年春に販売開始。
2022年11月現在においては日本市場での販売が終了している。